# Matthew Paris
Matthew Paris, latin Matthæus parisiensis, född ca 1200, död 1259, var en benediktinermunk och historieskrivare vid S:t Alban's Abbey i Hertfordshire.
Trots sitt efternamn och sin kunnighet i det franska språket var han av engelsk härkomst, även om han kan ha studerat i Paris i sin ungdom. Det första vi vet om honom är att han blev munk vid S:t Albans 1217. Han tillbringade huvuddelen av sitt liv där, även om han 1248 skickades till Norge med ett bud från Ludvig IX av Frankrike till Håkon Håkonsson; han gillades av den norske härskaren och bjöds åter in för att övervaka förändringen av det benediktinska klostret vid S:t Benet Holme i Trondheim.
Bortsett från dessa resor var han hängiven historiekrivning, något som munkarna vid S:t Albans länge hade varit kända för. Han efterträdde 1236 Roger av Wendover, som klostrets officielle nedtecknare av händelser. Paris reviderade Rogers och abbot John de Celias verk, och lade till nytt material som handlade om hans tid, och detta Chronica Majora är ett betydelsefullt historiskt dokument. Lika intressanta och innovativa är de illustrationer som Paris använde i sina verk. Han hämtade mycket av sin information från betydelsefulla personers brev, vilka han ibland lägger in, men mycket är från konversationer med ögonvittnen. Bland hans informatörer fanns Rickard, greve av Cornwall och kung Henrik III själv, som han tycks ha känt väl.
Tillnamnet parisiensis hade han förmodligen ärvt. Matthew fick undervisning i S:t Albans klosterskola och inträdde 21 januari 1217 som munk i klostret, där han sedan framlevde, sedan 1238 som föreståndare för dess scriptorium. 1248 reformerade han som visitator klostret Nidarholm nära Trondheim och trädde då i vänskaplig förbindelse med kung Håkon Håkonsson. Matthew trädde även i förbindelse med kung Henrik III, som ofta besökte S:t Albans, och fick av honom och hans omgivning upplysningar för sina historiska arbeten. Men han inskränkte sig inte till dessa källor eller till de aktstycken, som kom hans kloster till handa, utan samlade från alla håll upplysningar och aktstycken. Mest känt av hans arbeten är Chronica majora, som behandlar tiden från skapelsen till 1259. Grundstommen till skildringen av tiden före 1235 utgörs av Roger av Wendovers Flores historiarum, som av Matthew överarbetats och från 1199 försetts med en fortlöpande kommentar av aktstycken m.m. Från 1235 är skildringen Matthews egen. En bilaga till krönikan avsåg den ofullständigt bevarade Liber additamentorum att vara. Den innehåller aktstycken, geografiska, heraldiska och historiska notiser och uppsatser. I det väsentliga endast ett utdrag ur krönikan är Historia anglorum. Av Matthews övriga arbeten märks en i biografisk form avfattad historia över Matthews eget kloster De gestis abbatum Albanensium samt Vita Stephani, en levnadsteckning över Steven Langton, endast delvis bevarad. Som hävdatecknare utmärkte sig Matthew för strävan efter noggrannhet, vid blick, skarpsinne vid bedömande av personer och tilldragelser samt klarhet och åskådlighet i framställningen. Däremot saknade han ofta kritisk förmåga.